# Никольск (Крутинский район)
Никольск — деревня в Крутинском районе Омской области, в составе Толоконцевского сельского поселения.

## История
Основана в 1885 году. В 1928 г. посёлок Никольский состоял из 75 хозяйств, основное население — русские. В составе Лазаревского сельсовета Крутинского района Омского округа Сибирского края.

## Население
| 2010 |
| ---- |
| 102  |